# دره پیری
دره پیری روستایی در دهستان زالیان بخش زالیان شهرستان شازند استان مرکزی ایران است.

معرفی روستای دره پیری ( استان مرکزی )
یکی از قدیمی ترین روستا های استان مرکزی می باشد که در سابق کشاورزی و دامپروی پر رونقی داشته اما امروز به دلیل خشک سالی و مهاجرت گستره اهالی دیگر مانند سال های قبل نمی باشد.
اکثر اهالی این روستا نام خانوادگی « اسدی » دارند .

### موقعیت جغرافیایی روستای دره پیری
فاصله تا بروجرد : 26 کیلومتر
فاصله تا اراک : 65 کیلومتر
فاصله تا تهران : 293 کیلومتر

## جمعیت
بر پایه سرشماری عمومی نفوس و مسکن در سال ۱۳۹۵ جمعیت این روستا ۳۶ نفر (۲۰خانوار) بوده‌است.